# Erika Heymann
Erika Lasallelie Heymann - Geck (Offenburg, 31 augustus 1895 - Amsterdam, 6 april 1950) was een pensionhoudster en Duitse verzetsstrijdster. Zij ontving postuum de onderscheiding Rechtvaardige onder de Volkeren van Yad Vashem.

## Levensloop
Heymann werd geboren in de stad Offenburg gelegen in de Duitse deelstaat Baden-Württemberg. Ze was de dochter en een van de vijf kinderen van Ernst Adolf Geck (1854-1942) en Marie Anna Luise Moßmann (1865-1927). Haar vader was uitgever en als politicus lid van de Reichstag. Heymanns moeder was zakenvrouw, journaliste en politica op lokaal niveau.
Heymann trouwde op 21 april 1921 met de Joodse Stefan Heymann (1896-1967). Omdat Heymann zelf niet Joods was, was er sprake van een zogenaamd gemengd huwelijk. Het echtpaar woonde oorspronkelijk in Mannheim en later aan de Swakopmunder Straße in Berlijn. Ze kregen een zoon en een dochter.
Heymanns echtgenoot was politicus en een actieve communist. Hij werd in 1924 tot 3,5 jaar gevangenis veroordeeld voor deelname aan de illegale KPD en op verdenking van voorbereiding tot hoogverraad. In 1933 werd hij wederom gearresteerd. Hij bracht tot de bevrijding in 1945 twaalf jaar door in verschillende concentratiekampen.
Heymanns familie zette zich vol overtuiging in voor het algemene belang, het welzijn van anderen en rechtvaardigheid. Zo was Heymanns grootvader al in 1848 een revolutionair. En haar vader was een socialist, die meerdere malen werd gearresteerd, omdat hij een wet overtrad. Door haar opvoeding had Heymann een sterk gevoel voor rechtvaardigheid. Ze streed tegen de Nazi's, omdat zij hen als slecht beschouwde.
Heymann emigreerde in juli 1933 met haar twee kinderen naar Amsterdam, waar ze een bescheiden inkomen verdiende als dienstmeisje. Met de hulp van een Brits echtpaar kreeg ze een permanente verblijfsvergunning en opende ze in 1934 een pension aan de Argonautenstraat, waar ze kamers en appartementen verhuurde en de huurders tegen betaling van maaltijden voorzag.

### Oorlog, verzet en gevangenschap
Na de invasie in mei 1940 zetten de Duitse bezetters Heymann onder druk om van haar Joodse man te scheiden. Dit weigerde zij echter. De Amsterdamse buurt waar zij woonde, werd in de loop van de tijd een van de wijken waar de Joden van de Duitsers mochten wonen.
 

Tijdens de Tweede Wereldoorlog verhuurde Heymann kamers aan verzetsmensen en Joden. In 1942 wezen de Duitse bezetters één van haar appartementen toe aan de weduwe van een belangrijk overleden lid van de Nationaal-Socialistische Beweging (NSB). Dit was, ondanks de enorme risico's, geen reden voor Heymann om haar Joodse huurders de deur te wijzen.

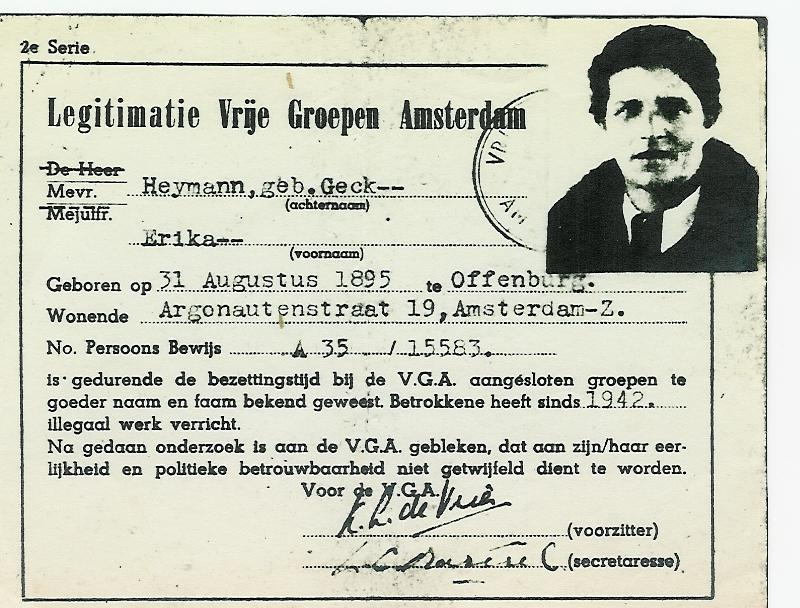
Heymann's VGA Certificaat

In 1943 gaf Heymann onderdak aan drie Joodse jonge mannen: Chanan Flörsheim, Abraham (Appie) Keyzer en Erwin Geismar. De mannen vermomden zich tijdens hun verblijf bij Heymann als arbeiders. Toen tijdens een razzia Duitse soldaten bij haar aanklopten, stuurde Heymann de huurders naar zolder om zich te verstoppen. De aanwezige fascistische weduwe adviseerde de Duitsers om de zolder te doorzoeken, maar zij controleerden enkel het deel van de zolder waar de mannen zich niet hadden verstopt. Mede dankzij haar Duitse paspoort overtuigde Heymann de soldaten er vervolgens van dat er geen onderduikers aanwezig waren.
Op 5 september 1943 viel de Sicherheitsdienst (SD) Heymanns woning en pension wederom tijdens een razzia binnen. Zij hadden van een kapper, die regelmatig het haar van een van de huurders knipte, gehoord dat Heymann Joden in huis had. De kinderen van Heymann en de onderduiker Abraham Keizer waren dat weekend toevallig niet thuis. Op het moment van de inval waren in het huis de Joodse Friedrich Polak (1904 – 1944), zijn vrouw Bernhardina Polak-Katzenstein (1906 – 1944), hun dochter Ilse (1939 – 1944), Chanan Flörsheim en Erwin Geismar (1901 - 1943) aanwezig. Het gezin Polak, familieleden van Flörsheim, waren kort ervoor uit hun onderduikadres gezet en verbleven enkele dagen bij Heymann in afwachting van een nieuw onderduikadres. Flörsheim slaagde erin via het balkon te ontsnappen. Heymann en de andere aanwezigen werden opgepakt. Toen Heymanns kinderen thuis kwamen, troffen zij een leeg huis aan.
De gearresteerde onderduikers werden naar kamp Westerbork gestuurd. Heymann kwam terecht in Kamp Vught. Zij verbleef in het kamp toen daar het zogenaamde bunkerdrama plaatsvond. Volgens haar oorspronkelijke straf zou ze de rest van haar leven in het kamp blijven en dwangarbeid uitvoeren, maar op 20 april 1944 kreeg ze na 7,5 maand gevangenschap naar aanleiding van Hitlers verjaardag amnestie. Haar tijd in Kamp Vught had haar gezondheid ernstig aangetast. Ze keerde uitgeput en ziek terug naar Amsterdam.

### Na de oorlog
Na de oorlog is Heymann gescheiden van haar echtgenoot. Ze overleed op 6 april 1950 op 54-jarige leeftijd in Amsterdam aan leukemie.
Op 28 april 2010 ontving Heymann postuum van het Israëlische holocaustherdenkingscentrum Yad Vashem de eretitel Rechtvaardige onder de Volkeren op voordracht van Flörsheim, een van de Joden aan wie zij tijdens de oorlog onderdak had verschaft. Heymanns zoon nam de medaille namens zijn moeder op 7 september 2010 tijdens een ceremonie in het Holocaust Museum Houston in ontvangst.
- Gemeinsame Normdatei: 1033303534
- International Standard Name Identifier: 0000 0004 0299 4213
- Virtual International Authority File: 299094286